# Палац Яблоновських (Ганнопіль)
Палац Яблоновських у Ганнополі — розташований у селі Ганнопіль Шепетівського району, Хмельницької області. Перебудований близько 1759 року з Глинницького замку коштом князя Антонія Барнаби Яблоновського.

## Історія

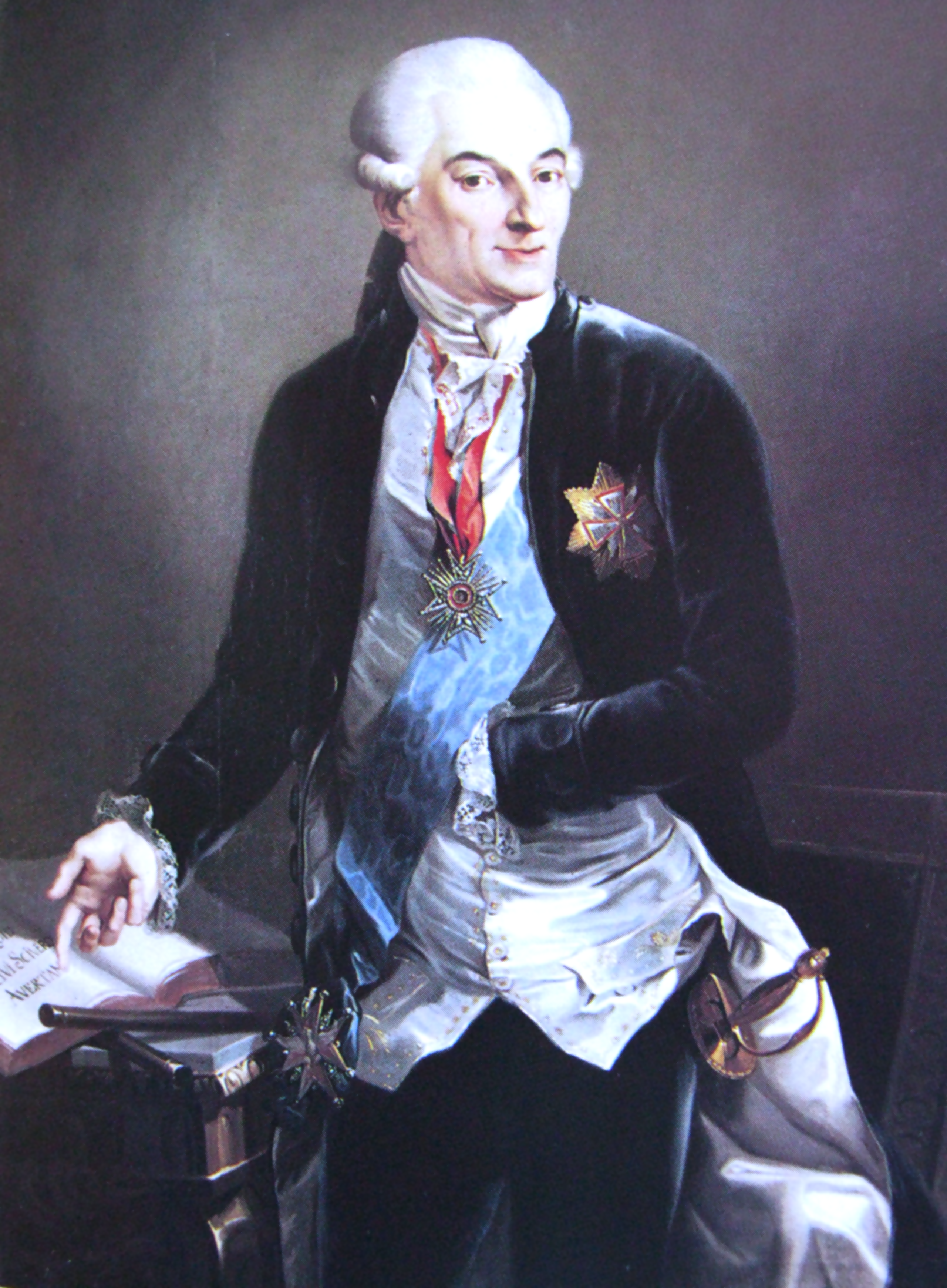
Антоній Барнаба Яблоновський

1761 року дідич Глинників князь Антоній Барнаба Яблоновський звернувся до польського короля Августа ІІІ з клопотанням про привілей, що мав надати селу статус містечка і, відповідно, Магдебурзьке право. Глинники стало останнім з поселень Острозького повіту, яке отримало такий привілей. На основі цього привілею А. Б. Яблоновський заснував тут містечко, побудував ринок і великий Ганнопільський палац (резиденцію), який частково зберігся, а при ньому розкішний парк з алеями і статуями, муровану греко-католицьку церкву. Архітектором палацу був Паоло Фонтана. Від поміщицького маєтку вздовж дендропарку до базарної площі був розміщений іподром, де по неділях влаштовувалися кінні перегони. Антоній Барнаба перейменував Глинники на Аннополь на честь першої дружини Анни з Сангушків.

## Сучасний стан
Від ганнопільського палацу Яблоновського залишилися лише руїни. Він був зруйнований внаслідок пожежі у 19 столітті та під час Другої Світової війни.